# 구품지마관
구품지마관(九品芝麻官 白面包靑天: Hail The Judge)은 홍콩에서 제작된 왕정 감독의 1994년 코미디 영화이다. 주성치 등이 주연으로 출연하였다.

## 출연

### 주연
- 주성치
- 장민
- 오맹달

### 조연
- 서금강
- 원경단
- 채소분
- 종려시
- 예성
- 오계화
- 황일산
- 황일화
- 곡봉
- 노분
- 양영충
- 오회
- 노웅
- 하평
- 유순
- 정동